# Autoroutes Paris-Rhin-Rhône

Logo

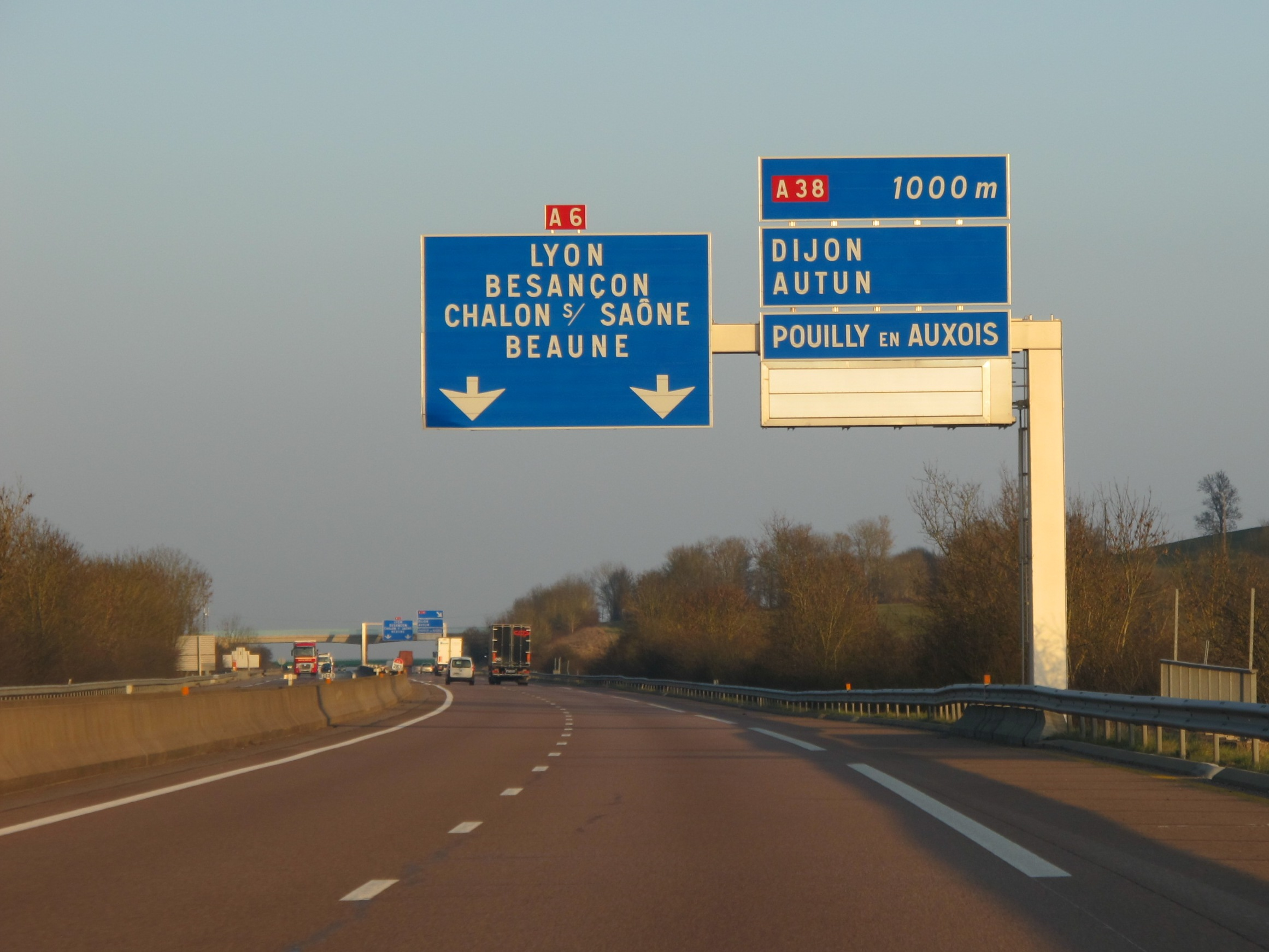
Die A6 war die erste von der Gesellschaft betriebene Autobahn.

Autoroutes Paris-Rhin-Rhône (Abkürzung: APRR) ist ein französisches Unternehmen, das mehrere Autobahnen (autoroutes) betreibt. Es gehört zum Effarie-Konsortium, bestehend aus dem französischen Bauunternehmen Eiffage und der australischen Macquarie Bank. Zu APRR gehört der Autobahnbetreiber AREA (Société des Autoroutes Rhône-Alpes).

## Geschichte
Das Unternehmen wurde im Jahr 1961 als Société de l'Autoroute Paris-Lyon (Gesellschaft der Autobahn Paris-Lyon; SAPL) durch den französischen Staat für den Weiterbau der Autoroute A6 gegründet. Die Autobahn sollte die beiden Großstädte Paris und Lyon verbinden und wurde 1971 fertiggestellt. Es folgten von der APRR betriebene Anschlüsse an die Städte Dijon und Beaune.
Im Jahr 1975 wurde der Name des Unternehmens in Société des Autoroutes Paris Rhin Rhône (SAPRR) geändert. Es folgten der Neubau der Autoroute A36 und der Autoroute A31. Die SAPRR betrieb 1977 etwa 500 Straßenkilometer. In den 1980er Jahren folgten weitere Autobahnprojekte, 1987 betrieb die SAPRR erstmals mehr als 1000 Kilometer an Wegen. Die Gesellschaft war auch am Umbau des Maurice-Lemaire-Tunnels in den Vogesen beteiligt.
Das Unternehmen erwarb 1994 die AREA. Durch den Zukauf stiegen die betriebenen Kilometer auf etwa 1900 an, 2003 waren bereits 2205 Kilometer in Betrieb. Ein Teil von APRR wurde 2004 privatisiert, jedoch blieb der Staat bis 2006 noch größter Anteilseigner. Ende 2005 wurde beschlossen, die restlichen staatlichen Anteile an dem Unternehmen zu verkaufen. Am 20. Februar 2006 trat der Verkauf in Kraft, seitdem ist das Eiffarie-Konsortium Haupteigentümer von APRR.

Logohistorie
1961–1975
1975–1993
1993–2004
2004–2005
Seit 2005

## Betrieb
Die APRR-Gruppe betreibt heute etwa 2300 Autobahnkilometer, das sind rund 28 % des französischen Autobahnnetzes. Etwa 400 Kilometer werden von AREA betrieben, die übrigen 1900 Autobahnkilometer befinden sich unter der Verwaltung von APRR:
- Autoroute A5 (mit A5a und A5b)
- Autoroute A6
- Teile der Autoroute A19
- Teile der Autoroute A26
- Teile der Autoroute A31
- Autoroute A36
- Autoroute A39
- Teile der Autoroute A40
- Autoroute A42
- Teile der Autoroute A46
- Teile der Autoroute A71
- Teile der Autoroute A77
- Teile der Autoroute A89
- Autoroute A105
- Autoroute A311
- Autoroute A404
- Autoroute A406
- Autoroute A432
- Autoroute A714
- Autoroute A719
- Route nationale 159: Maurice-Lemaire-Tunnel